# Eosembia laotica
Eosembia laotica is een insectensoort uit de familie Oligotomidae, die tot de orde webspinners (Embioptera) behoort. De soort komt voor in Laos.
Eosembia laotica is voor het eerst wetenschappelijk beschreven door Ross in 2007.